# Luka Kikanović
Luka Kikanović (* 24. Oktober 1996 in Celje) ist ein slowenischer Handballspieler.

## Karriere
Kikanović spielte bereits in seiner Jugend bei RK Celje, 2014/15 stand er im Kader der ersten Mannschaft nahm allerdings an keinem Spiel der EHF Champions League aktiv teil. 2015/16 lief der Rückraumspieler für RK Slovan in der Državna rokometna liga auf. 2016/17 verpflichtete der HC Linz AG den Rechtshänder für die Handball Liga Austria. Im April 2016 trennten sich die Oberösterreicher aufgrund vertraglicher Probleme und fehlender Leistung von Kikanović. Für die Saison 2017/18 wurde der Rechtshänder von seinem Stammverein in Celje an Bregenz Handball verliehen. Ab der Saison 2019/20 lief er für den deutschen Zweitligisten ThSV Eisenach auf. Ende November 2020 wurde sein Vertrag in beiderseitigem Einvernehmen aufgelöst. Später wurde Kikanović von RK Roter Stern Belgrad verpflichtet. Seit 2021 läuft der Slowene für SKKP Handball Brno auf.
Luka Kikanović lief für die slowenische Junioren-Auswahl auf. Bei den Olympischen Jugend-Sommerspielen 2014 in Nanjing gewann er die Goldmedaille.

## HLA-Bilanz
| Saison    | Verein           | Spielklasse | Tore | 7-Meter      | Feldtore |
| --------- | ---------------- | ----------- | ---- | ------------ | -------- |
| 2016/17   | HC Linz AG       | HLA         | 159  | 1/1          | 158      |
| 2017/18   | Bregenz Handball | HLA         | 142  | 31/40        | 111      |
| 2018/19   | Bregenz Handball | HLA         | 48   | 6/10         | 42       |
| 2016–2019 | gesamt           | HLA         | 349  | 38/51 (76 %) | 311      |